# Condado de Franklin (Misuri)
El condado de Franklin (en inglés: Franklin County), fundado en 1845, es uno de 114 condados del estado estadounidense de Misuri. En el año 2008, el condado tenía una población de 100,898 habitantes y una densidad poblacional de 41 personas por km². La sede del condado es Union. El condado recibe su nombre en honor al inventor y científico Benjamin Franklin.

## Geografía
Según la Oficina del Censo, el condado tiene un área total de 2411 km² (930,9 mi²), de la cual 2391 km² (923,2 mi²) es tierra y 21 km² (8,1 mi²) (0.84%) es agua.

### Condados adyacentes
- Condado de Warren (norte)
- Condado de St. Charles & condado de San Luis (noreste)
- Condado de Jefferson (este)
- Condado de Washington (sureste)
- Condado de Crawford (suroeste)
- Condado deGasconade (oeste)

## Demografía
Según la Oficina del Censo en 2000, los ingresos medios por hogar en el condado eran de $54,392, y los ingresos medios por familia eran $62,969. Los hombres tenían unos ingresos medios de $35,849 frente a los $23,344 para las mujeres. La renta per cápita para el condado era de $24,529. Alrededor del 7.00% de la población estaban por debajo del umbral de pobreza.

## Transporte

### Carreteras principales
- Interestatal 44
- U.S. Route 50
- U.S. Route 66 (1926–79)
- Ruta de Misuri 30
- Ruta de Misuri 47
- Ruta de Misuri 100
- Ruta de Misuri 185

## Localidades
| - Berger - Gerald - New Haven | - Pacific - St. Clair - Sullivan | - Union - Washington |

### Villas
| - Leslie - Miramiguoa Park | - Oak Grove Village - Parkway |

### Lugares designados por el censo
- Gray Summit
- Villa Ridge

### Otras localidades
| - Beaufort - Catawissa - Labadie | - Lonedell - Luebbering - Moselle | - Robertsville - St. Albans - Stanton |